# Liste des maires de Rueil-Malmaison
La liste des maires de Rueil-Malmaison présente la liste des maires de la commune française de Rueil-Malmaison, située dans le département des Hauts-de-Seine en région Île-de-France.

## Liste des maires

### Entre 1790 et 1944
| Période                                                                              | Période         | Identité                                | Étiquette           | Qualité |
| ------------------------------------------------------------------------------------ | --------------- | --------------------------------------- | ------------------- | --- |
| 1789                                                                                 | 1791            | Henry Delamanche                        |                     | Écuyer, avocat au Parlement de Paris |
| 1791                                                                                 | 1792            | Jean-Louis Ruffin                       |                     | Épicier |
| 1792                                                                                 | 1795            | Aaron Lavoipierre                       |                     | Boucher |
| 1795                                                                                 | 1795            | Jean-Baptiste Delacroix                 |                     | Rentier |
| de novembre 1796 à mars 1800 : administration de canton (cf. canton de Marly-le-Roi) |                 |                                         |                     | |
| 1795                                                                                 | 1813            | Denis-François Desbourges               |                     | Greffier, agent municipal sous le Directoire |
| 1813                                                                                 | 1822            | Léonard Bertin                          |                     | Président de la chambre des comptes de Paris en 1782 Nommé maire par Napoléon Ier puis Louis XVIII                                                              |
| 1822                                                                                 | 1836            | Jean Dherbès                            |                     | Attaché ministériel |
| 1836                                                                                 | 1848            | Simon Rotanger (1773-1849)              |                     | Capitaine au 17e régiment d'infanterie de ligne Franc-maçon |
| 1848                                                                                 | 1870            | Adrien Cramail (1807-1876)              | Bonapartiste        | Rentier Capitaine de la Garde nationale Conseiller d'arrondissement                                                                                             |
| 1870                                                                                 | 1871            | Paul Olivier                            | Conservateur        | Président de la Société de secours mutuel en 1865 |
| 1871                                                                                 | 1881            | Louis Hervet (1832-1894)                | Républicain modéré  | Propriétaire rentier |
| 1881                                                                                 | 1884            | Paul Olivier                            | Conservateur        | |
| 1884                                                                                 | 1892            | Nicolas Philibert Filliette (1829-1894) |                     | Président du syndicat des cultivateurs |
| 1892                                                                                 | 1900            | Jean Pierre Bouillet                    | Radical             | Médecin |
| 1900                                                                                 | 1906            | Roger Jourdain                          | Républicain         | Artiste peintre et illustrateur, rentier |
| 1906                                                                                 | 1908            | Paul Gimont                             | Républicain         | Entrepreneur |
| 1908                                                                                 | 1912            | Auguste Cuenne (1853-1937)              | PRRRS               | Ouvrier puis chef d'entreprise |
| 1912                                                                                 | 1919            | Émile Leblond                           | Républicain radical | Officier, salarié aux chemins de fer Démissionnaire |
| 1919                                                                                 | 1921            | Louis-François Besche (1855-1931)       | Républicain         | Cultivateur |
| 1921                                                                                 | décembre 1922   | Paul Falot                              | PRRRS               | Industriel de l’automobile Président de la fédération du parti radical et de l’Union du Commerce et de l’Industrie Démissionnaire                               |
| 1923                                                                                 | 1932            | André Lachaud (1858-1932)               | Bloc national       | Comptable dans une compagnie d’assurances parisienne Décédé en fonction                                                                                         |
| 1932                                                                                 | mai 1935        | Henri Montagne                          | Bloc national       | Ingénieur des Arts et Métiers Conseiller d'arrondissement (1928 → ?)                                                                                            |
| mai 1935                                                                             | 18 juin 1938    | Paul Neveu (1879-1958)                  | UR                  | Agent d’assurances Mandat écourté à la suite de la démission du conseil municipal                                                                               |
| 18 juin 1938                                                                         | 5 octobre 1939  | Édouard Boulanger                       | PCF                 | Comptable puis rédacteur à L'Humanité, résistant Conseil municipal suspendu par le gouvernement Daladier à la suite de la signature du Pacte germano-soviétique |
| 5 octobre 1939                                                                       | juin 1940       | Paul Louis Caine                        | PRRRS               | Médecin Nommé président de la délégation spéciale par le gouvernement Daladier                                                                                  |
| 14 juin 1940                                                                         | 9 juillet 1940  | Charles de Poix                         |                     | Industriel Nommé par arrêté préfectoral |
| 9 juillet 1940                                                                       | 16 juillet 1940 | M. Hoine                                |                     | Commissaire divisionnaire Nommé par le préfet |
| 16 juillet 1940                                                                      | 2 octobre 1940  | Charles Noël                            |                     | Nommé par le préfet (?) |
| 2 octobre 1940                                                                       | 5 mai 1941      | Roger Hackspill                         |                     | Président de la délégation spéciale |
| 5 mai 1941                                                                           | 19 août 1944    | Marcel Pourtout                         |                     | Carrossier Nommé par le préfet |

### Depuis 1944
Depuis la Libération, six maires se sont succédé à la tête de la commune.
| Période          | Période                   | Identité          | Étiquette             | Qualité |
| ---------------- | ------------------------- | ----------------- | --------------------- | --- |
| 1944             | 1944                      | Lucien Guibora    |                       | Résistant Président du Comité local de libération |
| 29 novembre 1944 | mai 1945                  | René Tanguy       | PCF                   | Chaudronnier Président du Comité local de libération |
| mai 1945         | octobre 1947              | Julien Laparlière | SFIO                  | Conseiller général de Marly-le-Roi (1945 → 1949) Démissionnaire |
| 24 octobre 1947  | 21 mars 1971              | Marcel Pourtout   | RPF                   | Carrossier automobile, maire honoraire (1971) Conseiller général de Marly-le-Roi (1949 → 1964) Président du conseil général de Seine-et-Oise (1957 → 1960) |
| 21 mars 1971     | 18 juin 2004              | Jacques Baumel    | UDR puis RPR puis UMP | Compagnon de la Libération, médecin puis publiciste Député des Hauts-de-Seine (7e circ.) (1967 → 2002) Conseiller général de Garches (1967 → 1988) Démissionnaire |
| 18 juin 2004     | En cours (au 24 mai 2022) | Patrick Ollier    | UMP → LR              | Député des Hauts-de-Seine (7e circ.) (2002 → 2010 et 2012 → 2017) Président de l'Assemblée nationale (2007 → 2007) Ministre chargé des Relations avec le Parlement (2010 → 2012) Président de la Métropole du Grand Paris (2016 → ) Président de la CA du Mont-Valérien (2015 → 2015) Vice-président de l'EPT Paris Ouest La Défense (2016 → ) Réélu pour le mandat 2020-2026, |

## Conseil municipal actuel
Les 49 sièges composant le conseil municipal ont été pourvus le 28 juin 2020 à l'issue du second tour. Actuellement, il est réparti comme suit : 

## Pour approfondir